# Gaia Amir
Gaia Amir — багатоцільовий бронеавтомобіль з захистом від мін виробництва ізраїльської компанії Gaia Automotive Industries. 
Призначений для транспортування особового складу, евакуації поранених та доставлення вантажів на передову, а також для проведення розвідки.

## Опис
Побудований на шасі Ford F-550. Має колісну формулу 4×4 з розподілом потужності 33% та 67% на передню та задню осі відповідно.
Бронювання відповідає II рівню за STANAG 4569 проти стрілецької зброї та 2b проти мін.
На даху можливе встановлення бойового модуля з кулеметом.

## Оператори
- Україна: невідома кількість використовується Силами оборони України, вперше помічені на початку листопада 2022 року на Херсонщині. Постачання зброї Україні заперечується ізраїльськими посадовцями[1].